# Centriscus cristatus
Centriscus cristatus ist die größte Art der Schnepfenmesserfische (Centriscinae) und kommt im tropischen Westpazifik an der Küste des nördlichen Australien vor.

## Merkmale
Er wird maximal 30 cm lang und besitzt einen langgestreckten messerförmigen Körper mit scharfer Bauchkante und weit ans Körperende versetzten Rückenflossen. Die weichstrahlige zweite Rückenflosse und die Schwanzflosse stehen ventral. Der Hauptflossenstrahl der ersten Rückenflosse ist ohne Gelenk und starr, wichtigstes Charakteristikum der Gattung Centriscus. Centriscus cristatus ist hell bis weißlich gefärbt und besitzt auf den Flanken einen gelben Streifen, der sich von der Spitze der pinzettartigen Schnauze bis zu Basis der zweite Rückenflosse erstreckt. Ausgewachsene Fische haben einige blaue Querbalken auf der rückseitigen Körperhälfte.

## Lebensweise
Centriscus cristatus lebt küstennah in der Nähe des Meeresbodens, allein oder in kleinen Gruppen in Seegraswiesen oder Ästuarien. Er ernährt sich von kleinen, planktontischen Krebstieren. Wie alle Schnepfenmesserfische schwimmt er mit einer Neigung von 20° oder mehr mit dem Kopf nach unten.